# Nut

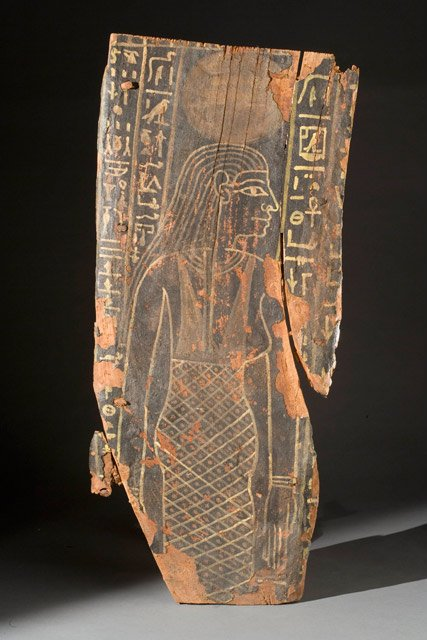
Nut avbildad på ett kistlock

Nut var i egyptisk mytologi himlens gudinna, dotter till Shu och Tefnut och maka till jordens gud, Geb.  Nut var mor till gudarna Osiris, Horus, Seth, Isis och Neftys.
Nut identifierades med sarkofagen där döde ingick för att  återfödas, och avbildas ofta på insidan av sarkofaglock. Nut avbildades ofta som en kvinna som böjer sig i en båge över jordguden Geb där hon hålls upp av luftguden Shu. Nut svalde solen varje kväll för att sedan varje morgon föda fram solen igen. Nut avbildades också som ko. Som ko bar hon solguden Re på sin rygg.

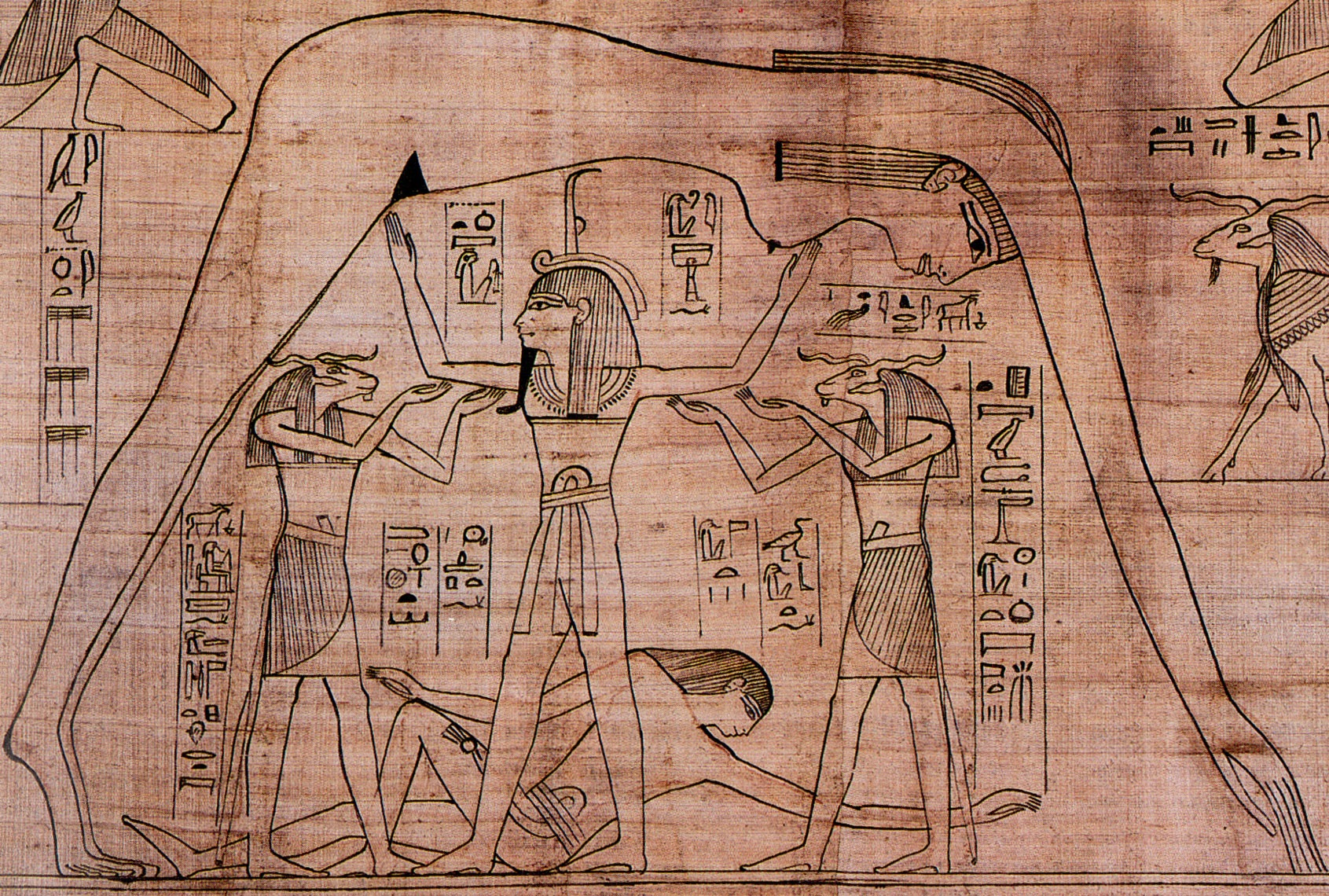
Nut, Geb och Shu
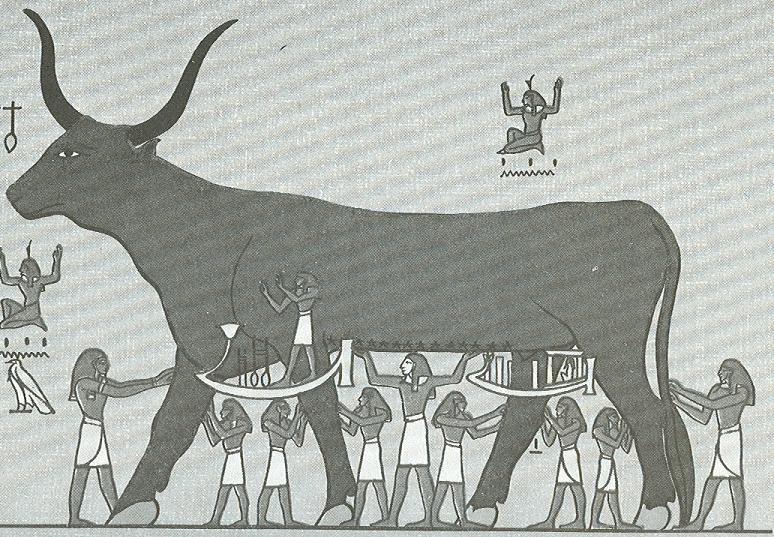
Nut avbildad som ko